# Янко, Марсель
Марсель Янко (ивр. מרסל ינקו‎, англ. Marcel Janco; 24 мая 1895, Бухарест, Румыния — 21 апреля 1984, Эйн-Ход, Израиль) — израильский и румынский художник, архитектор и писатель. Один из основоположников дадаизма. Основатель деревни художников и скульпторов в Эйн-Ход возле Хайфы.

## Биография
Марсель Янко родился в Бухаресте 24 мая 1895 года в еврейской семье. Параллельно с обучением в средней школе он брал частные уроки игры на фортепиано, а также уроки рисования у румынского художника Иосифа Изера.
В 1915 году начал изучать архитектуру в Политехнической школе Цюриха. В годы учёбы в Цюрихе Янко принимал активное участие в модернистском движении, центром деятельности которого было «Кабаре Вольтер». Это движение призывало деятелей культуры пересмотреть свои позиции в связи с кровопролитной войной, которая шла в те годы. Вместе с членами этого движения Хуго Баллем, Хансом Арпом, Ричардом Хюльзенбеком и Тристаном Тцарой Янко основал в 1916 году новое направление в литературе и искусстве — дадаизм или дада.
В 1921 году Янко отправился в Париж, где пытался убедить своих французских коллег в том, что дада это универсальное направление. Однако его доводы были отвергнуты на том основании, что «всё это Каббала», то есть еврейская мистика, несовместимая с ясностью французского ума. В 1922 году вернулся в Бухарест.
В Румынии Янко основал первое в этой стране модернистское движение, издававшее в 1922–1932 годах журнал «Контемпоранул». Вместе с братом открывает архитектурное бюро и занимается проектированием домов. В свой второй румынский период продолжает увлечённо заниматься живописью и уже в 1922 году открывается его первая выставка в Бухаресте. Как в архитектуре, так и в живописи его творчество находится под влиянием конструктивизма и кубизма. За первой выставкой последовали другие выставки как в Румынии, так и других странах. В настоящее время в Национальном музее искусств Румынии выставлены работы художника.
Согласно книге Давида Гилади, решение о репатриации в Эрец-Исраэль Янко принял ещё в 1936 году. В 1938-м году он впервые побывал в Палестине, а в 1941 году, после первых погромов против евреев в Румынии, перебрался с семьей в Эрец-Исраэль.
Поселился в Тель-Авиве, где работал архитектором в мэрии города и готовил декорации для созданного в 1944 году театра Камери. Он также планировал виллы и участвовал в планировке национальных парков. В 1942 году работы художника были представлены на персональной выставке в Тель-Авиве. В последующие годы участвовал в местных выставках, а также в выставках во всемирно известных музеях Венеции, Парижа, Нью-Йорка и других городов.
Янко был одним из основателей объединения художников «Новые горизонты» и участвовал в его выставках. В объединение входили многие видные художники Израиля того времени, которые отдавали предпочтение абстрактному искусству и оказывали немалое влияние на его развитие в стране. По словам Давида Гилади, динамика работ Янко отражала бушевавшие в нём чувства, однако, в отличие от некоторых своих коллег, художник не намеревался просто «шуметь» при помощи красок, а наполнить работу содержанием. Возглавляя одно из направлений израильского искусства, Марсель Янко поддерживал тесную связь со своими коллегами, а для многих из них он стал учителем. 17 лет своей жизни он посвятил преподаванию изобразительного искусства в колледже «Семинар Ха-Кибуцим».
В 1953 году выступил с инициативой создания деревни художников Эйн-Ход у подножия горы Кармель южнее Хайфы. Янко спланировал место для будущей деревни и поселился там вместе с организованной им группой художников. Со временем в деревне была открыта Центральная художественная галерея, частные мастерские и галереи художников и скульпторов. Янко назвал этот проект «последним действием в духе дада». Позже он участвовал в подготовке музея «Янко Дада», открытого в деревне в 1983 году.
Янко является лауреатом Премии имени Дизенгофа (1951 год), Премии Гистадрута (1958 год) и Государственной премии Израиля (1967 год).
Умер Марсель Янко в апреле 1984 года в Эйн-Ходе.